# Eurymerodesmus clavatus
Eurymerodesmus clavatus är en mångfotingart som beskrevs av Shelley 1989. Eurymerodesmus clavatus ingår i släktet Eurymerodesmus och familjen Eurymerodesmidae. Inga underarter finns listade i Catalogue of Life.